# Adar Sheni
Adar Sheni, Adar Bet, veAdar (dell'espressione ebraica: "e Adar") o Adar II (in ebraico אדר ב‎?) è, nel calendario lunisolare ebraico, un mese di 29 giorni che segue il mese intercalare di Adar Rishon, Adar Alef o Adar I (in ebraico: אדר א)  negli anni embolismici.
L'anno ebraico deve essere periodicamente adattato al ciclo solare a causa della prescrizione della Torà che vuole che il mese di Nisan cada sempre in primavera (in Israele - emisfero settentrionale) o, più precisamente, secondo la determinazione dei rabbini dell'epoca del Talmud - l'equinozio di primavera deve trovarsi all'interno del mese di Nisan. Il ciclo di aggiustamenti è di diciannove anni. Per questo aggiustamento, è necessario determinare la differenza di giorni tra un anno solare (circa 365 giorni e 6 ore) e il periodo di 12 mesi lunari (circa 354 giorni e 9 ore): essa equivale approssimativamente a 10 giorni e 21 ore. Quindi ogni 2 o 3 anni è necessario aggiungere un mese di 30 giorni dopo Shevat: Adar I.
La maggioranza indica erroneamente Adar II come il mese intercalare quando, in realtà, il mese intercalare esatto è Adar I.
Le celebrazioni osservate (ad esempio: Purim, Bar Mitzvah, ecc.) in Adar (negli anni comuni) sono, negli anni embolismici, in Adar II.

## Periodo
Durante gli anni 5761–5860 del calendario ebraico, Adar I e Adar II occorrono nei seguenti periodi del calendario gregoriano:
| Durata degli anni | Inizio di Adar I       | Fine di Adar I    | Inizio di Adar II | Fine di Adar II    |
| ----------------- | ---------------------- | ----------------- | ----------------- | ------------------ |
| 383 giorni        | 30 gennaio–9 febbraio  | 1º marzo–11 marzo | 1º marzo–11 marzo | 30 marzo–9 aprile  |
| 384 giorni        | 1º febbraio–9 febbraio | 3 marzo–11 marzo  | 3 marzo–11 marzo  | 1º aprile–9 aprile |
| 385 giorni        | 31 gennaio–10 febbraio | 2 marzo–12 marzo  | 2 marzo–12 marzo  | 31 marzo–10 aprile |